# كيم جونغ-هي
كيم جونغ-هي (هانغل: 김용희) هو لاعب كرة قدم كوري جنوبي في مركز الوسط، ولد في 15 أكتوبر 1978 في كوريا الجنوبية. لعب مع جونبك هيونداي موتورز ونادي آريما كرونوس ونادي بوسان أي بارك ونادي سريويجايا ونادي سونغنام.

## وصلات خارجية
- كيم جونغ-هي على موقع دوري كوريا الجنوبية (الإنجليزية)
- كيم جونغ-هي على موقع قاعدة بيانات كرة القدم.إي يو (الإنجليزية)